# カセット効果
カセット効果とは、意味が分からない言葉や価値が分からない製品に接したときに、見かけの形（漢字なら二字で一語であること）や値段の高さなどが重要で、意味や価値が分かってないにもかかわらず、大事な意味や価値があるに違いないと思い込むことである。
ここでいう「カセット」とは、宝石箱（フランス語:cassette)の事。小さくて綺麗な宝石箱の中にはすばらしい物が入っていそうだが、その宝石箱は完成したばっかりであり、まだ何も入っていない。しかし、その中身は見えないため、かえってすばらしい中身が想像されるということから、この名称が名づけられている。

## 概要
翻訳語研究者、比較文化論研究者の柳父章が生んだ言葉であり、柳父はカセット効果について以下の点を指摘している。
- カセット効果は、ことばが価値を持っているように働く。
- カセット効果のもつ価値は、結局、意味としては説明できない。他のことばによる置き換え、という意味によっては説明できない。（中略）カセット効果のことばは、置き換え不能である。
- カセット効果は、もともと無意味なことばの持つ効果である。（但し、まったく意味がない場合は、それほど多くはなく、あくまでもこれは理念型だ、としている。）

ただし、柳父はカセット効果について、日本が海外の先進的な文化を受容して独自の言語・文化を築いたという点を挙げて、「ある場合には自然であり、また言語、文化の活動にとって有益な結果をもたらしている」とも指摘している。

## 一例
仏教の僧侶の経文音読を耳で聞くとき、意味は解らないものの、有難いと思って頭を下げている。
大抵の視聴者は「タウリン」という言葉の意味は分からないはずだが、「タウリン 1000 ミリグラム配合！」と叫ぶテレビのCMが作られる。
「インフォームド・コンセント」「バリアフリー」「イベント」「メリット」などのカタカナ語が新聞・雑誌・テレビ・ラジオにおいて頻出する。
学名などの学術用語においては、ギリシャ語及びラテン語系の難しい表現が用いられる。